# Actio communi dividundo
Die actio communi dividundo war im altzivilen römischen Recht eine Teilungsklage zur Auflösung von Miteigentum. 
Miteigentum nach Bruchteilen (lateinisch communio pro indiviso, condominium) war im antiken Recht Quoteneigentum nach ideellen Anteilen. Unabhängig von den anderen Miteigentümern konnte jeder über seinen Anteil verfügen, wobei ein Dritter nur diesen Anteil erwarb. Wer Alleineigentum erwerben wollte, bedurfte der Zustimmung aller Miteigentümer. Verweigerte einer der Miteigentümer seine Zustimmung, bedurfte es zur Aufhebung der Bruchteilsgemeinschaft der actio communi dividundo.
Der Prätor begründete die neuen Eigentumsverhältnisse durch Gestaltungsurteil (adiudicatio). Die adiudicatio war Bestandteil (pars formulae) der darauf ausgerichteten Klageformel. Sachen, die ohne Wertverlust geteilt werden konnten, wurden real geteilt. War Realteilung nicht möglich, erhielt einer die Sache zugewiesen und verpflichtete sich zur Ausgleichszahlung in Geld. Alternativ wurde die Sache veräußert und der Erlös entsprechend der Quote geteilt (Zivilteilung).
Bedeutung erlangte die actio communi dividundo im Zusammenhang mit der Auflösung von Gesellschaftsvermögen und bei der Aufteilung vermischter Sachen. Die Partner (socii) erhielten in der Rechtsfolge ihre eingebrachten Sachen zurück. Schuldrechtlicher Anspruchsausgleich hingegen erfolgte über die actio pro socio.

## Abgrenzungen
Einen Sonderfall bildete die Auseinandersetzung der Erbengemeinschaft. Sie stand unter dem Vorbehalt der actio familiae erciscundae.